# Karim Mossaoui
Karim Mossaoui, né le 27 février 1988 à Rotterdam (Pays-Bas), est un joueur international néerlandais de futsal.
Il fait ses débuts professionnels en 2008 avec l'Excelsior Rotterdam. En 2012, il passe du grand foot au futsal à la suite de problèmes permanents dans le football professionnel. Il est depuis 2013 un joueur clé en sélection néerlandaise de futsal.

## Biographie

### Débuts dans le football
Formé au sein du club amateur Spartaan '20, il signe son premier contrat professionnel avec l'Excelsior Rotterdam en 2008. Lors de sa deuxième saison, en 2009, il est convoqué avec le Maroc olympique. Après une troisième saison avec l'Excelsior, il est promu en Eredivisie. Cependant, ne s’inscrivant plus dans les plans de l’entraîneur, il est contraint de quitter le club.
En 2011, il est prêté au Fortuna Sittard, où il joue pendant une demi-saison. Bien que le club lui propose un contrat professionnel, il refuse en raison d'une proposition salariale jugée insuffisante.
Karim Mossaoui poursuit sa carrière en Bulgarie. Il découvre alors une réalité marquée par la corruption dans le championnat bulgare. Lors d’un match, le président du club adverse propose à chaque joueur de son équipe, le PFK Etar 1924, une somme de six mille euros en échange d’une victoire. Tandis que ses coéquipiers et le staff négocient, Mossaoui s’oppose à ces pratiques. En parallèle, il rencontre un autre problème : son salaire reste impayé pendant deux mois. Face à ces difficultés, il décide de rompre son contrat et retourne aux Pays-Bas.
De retour aux Pays-Bas, il signe avec Helmond Sport, un club de deuxième division néerlandaise. Cependant, en 2012, Karim Mossaoui met un terme à sa carrière de footballeur professionnel et retourne vivre auprès de sa famille à Rotterdam.

### Futsal
En 2012, il passe du grand football au futsal et signe au TPP/Feyenoord Futsal, club populaire aux Pays-Bas évoluant en première division. À la suite de prestations étonnantes, il intéresse la sélection néerlandaise, qu'il rejoint en 2013. Il est depuis cette date un joueur clé en sélection néerlandaise. En 2015, après plusieurs négociations avec Sander van Dijk, il est transféré au Hovocubo, club avec lequel il remporte le championnat et la Supercoupe en 2019.
En avril 2024, il prend part à une double confrontation avec les Pays-Bas contre la Finlande dans le cadre des éliminations pour une place en Coupe du monde 2024. Il finit par se qualifier lors du match retour à Vantaa après une séance de tirs au but (match nul, 4-4),. Il s'agit alors d'une première qualification en 24 ans,.
En 2019, il s'engage pour une saison en Indonésie pour jouer au Bintang Timur, club le plus populaire dans le pays. Les buts qu'il inscrit dans le championnat indonésien le révèlent sur la scène internationale, faisant le tour des réseaux sociaux. Il y reste jusqu'à la période de la pandémie de Covid-19, retournant ainsi aux Pays-Bas.

## Palmarès

### En club
- Champion des Pays-Bas avec le Hovocubo en 2019[14]
- Supercoupe des Pays-Bas avec le Hovocubo en 2019
- Champion des Pays-Bas avec le Tigers Roermond en 2025

### Distinctions personnelles
- Meilleur joueur de futsal de la saison 2016-2017[6]